# NGC 1953
NGC 1953 är en klotformig stjärnhop i Stora magellanska molnet i stjärnbilden Svärdfisken. Den upptäcktes år 1835 av John Herschel.